# Базиліка Тонгеренської Богоматері
Базиліка Богоматері (нід. Onze-Lieve-Vrouwe Basiliek, фр. Basilique de Notre-Dame), також має назву Старий собор Тонгерена, є головним місцем католицького богослужіння в Тонгерені, Бельгія, і колишнім собором придушеної єпархії Тонгерен.

## Історія
Археологічні розкопки знайшли одні з найбагатших археологічних знахідок Фландрії, включаючи дерев'яні будинки з 1 століття. Розкопки також показали наявність території будівництва, яке вже існувало в 4 столітті, і церкву Меровінгів, яка передувала молитовному дому Каролінгів 9 століття.
Будівництво нинішнього церковного хору почалося в 1240 році. Базиліка була побудована в готичному стилі, відповідно до місцевої інтерпретації брабантської готики, у 13 столітті. Неф, трансепт і бічні каплиці були додані між 13 і 15 століттями.
Оригінальна романська дзвіниця була замінена нинішньою готичною вежею заввишки 64 метри, побудованою між 1442 і 1541 роками.

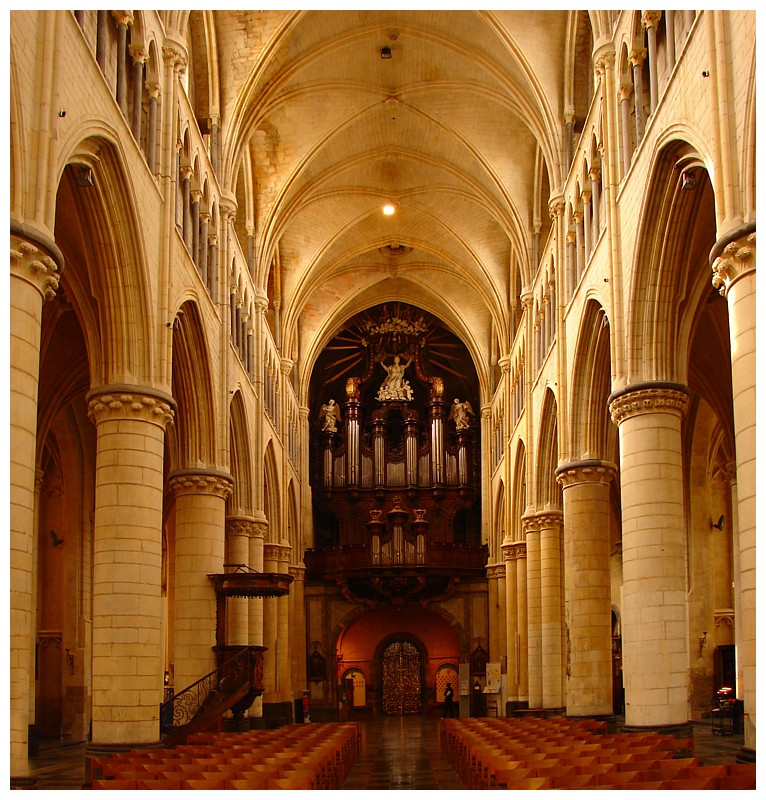
Внутрішній вигляд

В інтер'єрі базиліки зберігається образ Богородиці Тонгеренської, датований 1475 роком. Скарб зберігається в старому капітулі і включає одну з найбагатших колекцій католицького релігійного мистецтва в Бельгії.
У 1931 році костел було зведено до рангу базиліки.
У 1999 році дзвіницю базиліки було внесено до Списку Світової спадщини ЮНЕСКО як частину дзвіниць Бельгії та Франції, як свідчення її важливості для цивільних (а не релігійних) функцій (наприклад, її роль як сторожової вежі) і його готична архітектура.